# Ober-Seibertenrod
Ober-Seibertenrod ist ein Ortsteil der Stadt Ulrichstein im mittelhessischen Vogelsbergkreis.

## Geografische Lage
Der Ortsteil liegt circa drei Kilometer nordwestlich des Kernorts Ulrichstein am Oberlauf der Ohm. Mit dem Kernort verbindet ihn die L3073.

## Ortsgeschichte

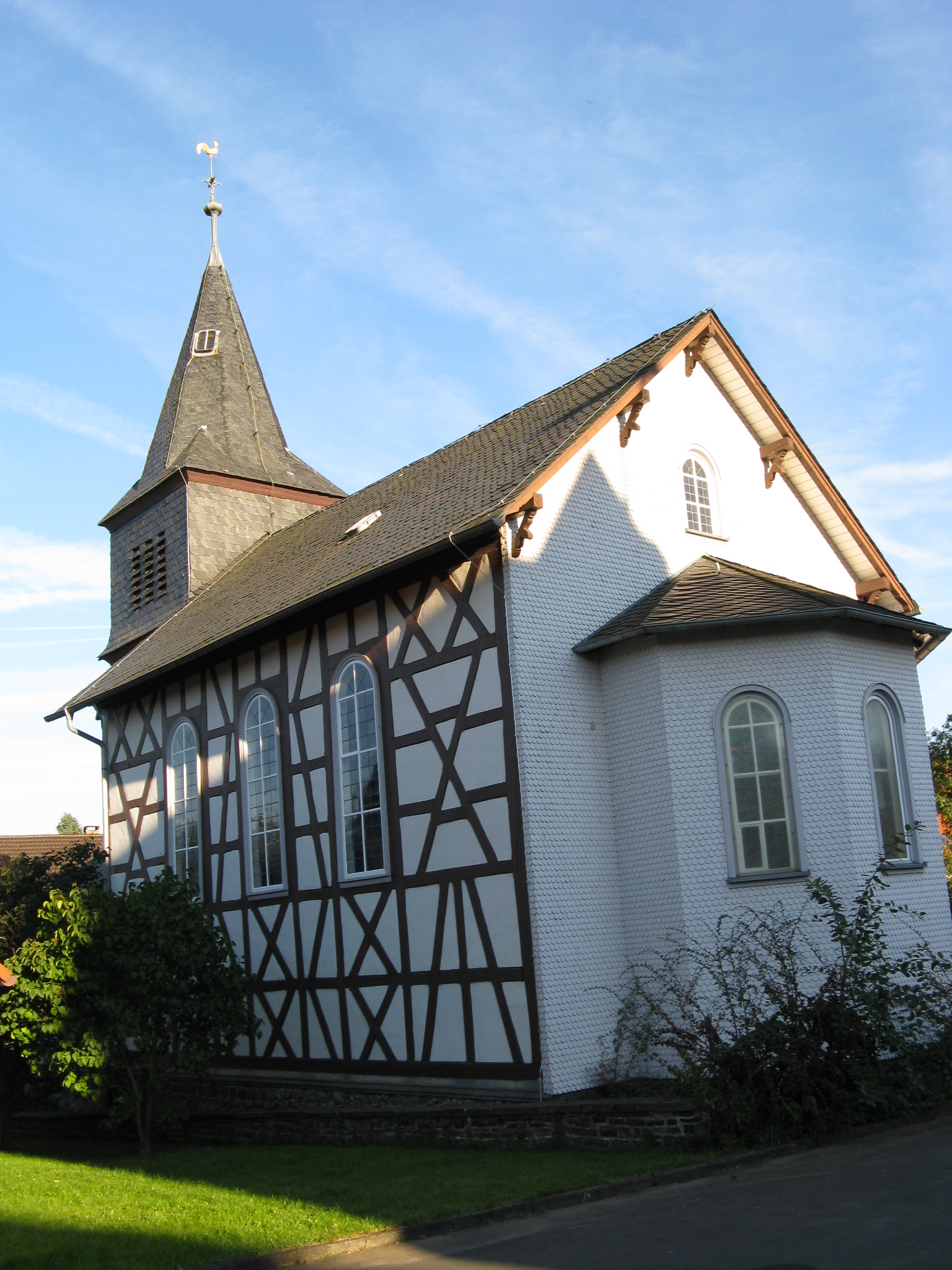
Evangelische Kirche Ober-Seibertenrod

### Mittelalter
Die Ersterwähnung Seibertenrod erfolgte im Jahr 1328: „... curiam sitam in villa Sywarterode ... in jurisdictione Babinhusen“ (das Gericht Seibertenrod im Gericht Bobenhausen). Hier wird schon die historische Siedlungsform villa angegeben. In der Urkunde des hessischen Landgrafs Heinrich des Eisernen wird ein Hof dem Ritter Johann Riedesel zu Lehen übergeben. Während in dieser Urkunde noch allgemein Seibertenrod genannt wird, differenzieren zwei weitere Erwähnungen von 1353 und 1355 und geben „obirnsyfriderode“ und „obern sibratherode“ 1385 wird ein „Ditmar mullir Grebe zu Siffirderade“ (Ditmar der Müller, Grebe zu Seibertenrod) genannt.
Erst 1576 wird „Niddern Seibertenrode“ in einem Salbuch erwähnt. 1592, in einem weiteren Salbucheintrag, heißt es dann „Underseiberterodt.“ Aus Nieder-Seibertenrod wurde Unter-Seibertenrod. Der Ortsname unterscheidet sich nach Höhenlage der Siedlung. Als Bestimmungsglied des Ortsnamens diente ein nicht mehr genau zu bestimmender Rufnamen „Sigu“. Dies entspricht dem gleichen Namensursprung wie Seibelsdorf.

### Neuzeit
Die Statistisch-topographisch-historische Beschreibung des Großherzogthums Hessen berichtet 1830 über Ober-Seibertenrod:

„Oberseibertenrod (L. Bez. Schotten) evangel. Filialdorf; liegt im Vogelsberg 2 St. von Schotten, hat 1 Kirche, 47 Häuser und 250 Einwohner, die alle evangelisch sind. Der Ort wurde zuerst im 14. Jahrhundert urkundlich bekannt, und der frühere Name war Obirnsyfriderode.“

Von 1998 bis 2007 wurden aus Landesmitteln verkehrsberuhigende und umweltgerechte Neugestaltungen im Ortskern finanziert.
Ein Neubaugebiet Fügweg am Ortsrand von Ober-Seibertenrod soll neue Wohnfläche für Wochenenddomizile und auch Dauerwohnsitze für Bewohner der Metropolregion des Rhein-Main-Gebiets schaffen, die eine naturnahe Wohnlage suchen.
Hessische Gebietsreform (1970–1977)
Im Zuge der Gebietsreform in Hessen fusionierten die bis dahin selbständige Gemeinde Ober-Seibertenrod und weitere Gemeinde zum 31. Dezember 1971 freiwillig mit der Stadt Ulrichstein zur erweiterten Stadt Ulrichstein.
Für Ober-Seibertenrod wurde ein Ortsbezirk errichtet.

### Verwaltungsgeschichte im Überblick
Die folgende Liste zeigt die Staaten und Verwaltungseinheiten, denen Ober-Seibertenrod angehört(e):
- vor 1567: Heiliges Römisches Reich, Landgrafschaft Hessen, Amt Ulrichstein, Gericht Bobenhausen
- ab 1567: Heiliges Römisches Reich, Amt Ulrichstein (Söhne der Margarethe von der Saale)[17]
- ab 1570: Heiliges Römisches Reich, Landgrafschaft Hessen-Marburg, Amt Ulrichstein, Gericht Bobenhausen
- 1604–1648: Heiliges Römisches Reich, strittig zwischen Landgrafschaft Hessen-Darmstadt und Landgrafschaft Hessen-Kassel (Hessenkrieg)
- ab 1604: Heiliges Römisches Reich, Landgrafschaft Hessen-Darmstadt, Amt Ulrichstein, Gericht Bobenhausen[18]
- 1787: Heiliges Römisches Reich, Landgrafschaft Hessen-Darmstadt, Oberfürstentum Hessen, Amt Ulrichstein, Gericht Bobenhausen[19]
- ab 1806: Großherzogtum Hessen,[Anm. 2] Fürstentum Oberhessen, Oberamt Alsfeld, Amt (und Gericht ab 1803) Ulrichstein[20][21]
- ab 1815: Großherzogtum Hessen, Provinz Oberhessen, Amt Ulrichstein[22]
- ab 1821: Großherzogtum Hessen, Provinz Oberhessen, Landratsbezirk Schotten[23][Anm. 3]
- ab 1832: Großherzogtum Hessen, Provinz Oberhessen, Kreis Nidda
- ab 1838: Großherzogtum Hessen, Provinz Oberhessen, Kreis Grünberg
- ab 1848: Großherzogtum Hessen, Regierungsbezirk Gießen
- ab 1852: Großherzogtum Hessen, Provinz Oberhessen, Kreis Schotten
- ab 1867: Norddeutscher Bund,[Anm. 4] Großherzogtum Hessen, Provinz Oberhessen, Kreis Schotten
- ab 1871: Deutsches Reich, Großherzogtum Hessen, Provinz Oberhessen, Kreis Schotten
- ab 1918: Deutsches Reich, Volksstaat Hessen, Provinz Oberhessen, Kreis Schotten
- ab 1938: Deutsches Reich, Volksstaat Hessen, Landkreis Alsfeld[24][Anm. 5]
- ab 1945: Amerikanische Besatzungszone,[Anm. 6] Groß-Hessen, Regierungsbezirk Darmstadt, Landkreis Alsfeld
- ab 1949: Bundesrepublik Deutschland, Land Hessen (seit 1946), Regierungsbezirk Darmstadt, Landkreis Alsfeld
- ab 1971: Bundesrepublik Deutschland, Land Hessen, Regierungsbezirk Darmstadt, Landkreis Lauterbach, Stadt Ulrichstein[Anm. 7]
- ab 1972: Bundesrepublik Deutschland, Land Hessen, Regierungsbezirk Darmstadt, Vogelsbergkreis, Stadt Ulrichstein
- ab 1981: Bundesrepublik Deutschland, Land Hessen, Regierungsbezirk Gießen, Vogelsbergkreis, Stadt Ulrichstein

### Gerichte seit 1803
In der Landgrafschaft Hessen-Darmstadt wurde mit Ausführungsverordnung vom 9. Dezember 1803 das Gerichtswesen neu organisiert. Für die Provinz Oberhessen wurde das Hofgericht Gießen als Gericht der zweiten Instanz eingerichtet. Die Rechtsprechung der ersten Instanz wurde durch die Ämter bzw. Standesherren vorgenommen und somit war für Ober-Seibertenrod das Amt Ulrichstein zuständig. Das Hofgericht war für normale bürgerliche Streitsachen Gericht der zweiten Instanz, für standesherrliche Familienrechtssachen und Kriminalfälle die erste Instanz. Die zweite Instanz für die Patrimonialgerichte waren die standesherrlichen Justizkanzleien. Übergeordnet war das Oberappellationsgericht Darmstadt.
Mit der Gründung des Großherzogtums Hessen 1806 wurde diese Funktion beibehalten, während die Aufgaben der ersten Instanz 1821–1822 im Rahmen der Trennung von Rechtsprechung und Verwaltung auf die neu geschaffenen Land- bzw. Stadtgerichte übergingen. Ober-Seibertenrod fiel in den Bezirk des „Landgerichts Schotten“. Durch Verfügung des Großherzoglich Hessischen Ministerium des Innern und der Justiz wurde am 1. Dezember 1838 Ober-Seibertenrod an den Bezirk des neu errichteten Landgerichts Ulrichstein abgetreten.
Anlässlich der Einführung des Gerichtsverfassungsgesetzes mit Wirkung vom 1. Oktober 1879, infolge derer die bisherigen großherzoglich hessischen Landgerichte durch Amtsgerichte an gleicher Stelle ersetzt wurden, während die neu geschaffenen Landgerichte nun als Obergerichte fungierten, kam es zur Umbenennung in „Amtsgericht Ulrichstein“ und Zuteilung zum Bezirk des Landgerichts Gießen.
1943 verlor das Amtsgericht Ulrichstein seine Selbständigkeit und wurde zur Zweigstelle des Amtsgerichts Schotten. Mit Wirkung zum 1. Juli 1968 erfolgte die Auflösung des Amtsgerichts Schotten und Ober-Seibertenrod kam zum Gerichtsbezirk des Amtsgerichts Alsfeld.
Die übergeordneten Instanzen sind jetzt, das Landgericht Gießen, das Oberlandesgericht Frankfurt am Main sowie der Bundesgerichtshof als letzte Instanz.

## Bevölkerung

### Einwohnerstruktur 2011
Nach den Erhebungen des Zensus 2011 lebten am Stichtag, dem 9. Mai 2011 in Ober-Seibertenrod 279 Einwohner. Darunter waren 3 (1,1 %) Ausländer. Nach dem Lebensalter waren 33 Einwohner unter 18 Jahren, 99 zwischen 18 und 49, 51 zwischen 50 und 64 und 60 Einwohner waren älter. Die Einwohner lebten in 99 Haushalten. Davon waren 18 Singlehaushalte, 33 Paare ohne Kinder und 45 Paare mit Kindern, sowie 3 Alleinerziehende und keine Wohngemeinschaften. In 18 Haushalten lebten ausschließlich Senioren und in 66 Haushaltungen lebten keine Senioren.

### Einwohnerentwicklung
| • 1791: | 228 Einwohner                      |
| • 1800: | 235 Einwohner                      |
| • 1806: | 224 Einwohner, 47 Häuser           |
| • 1829: | 250 Einwohner, 47 Häuser           |
| • 1867: | 302 Einwohner, 52 bewohnte Gebäude |
| • 1875: | 291 Einwohner, 50 bewohnte Gebäude |

| Ober-Seibertenrod: Einwohnerzahlen von 1791 bis 2011 | Ober-Seibertenrod: Einwohnerzahlen von 1791 bis 2011 | Ober-Seibertenrod: Einwohnerzahlen von 1791 bis 2011 | Ober-Seibertenrod: Einwohnerzahlen von 1791 bis 2011 | Ober-Seibertenrod: Einwohnerzahlen von 1791 bis 2011 |
| --- | ---------------------------------------------------- | ---------------------------------------------------- | ---------------------------------------------------- | ---------------------------------------------------- |
| Jahr |                                                      |                                                      |                                                      | Einwohner                                            |
| 1791 | 1791                                                 |                                                      | 228                                                  | 228                                                  |
| 1800 | 1800                                                 |                                                      | 235                                                  | 235                                                  |
| 1806 | 1806                                                 |                                                      | 224                                                  | 224                                                  |
| 1829 | 1829                                                 |                                                      | 250                                                  | 250                                                  |
| 1834 | 1834                                                 |                                                      | 250                                                  | 250                                                  |
| 1840 | 1840                                                 |                                                      | 278                                                  | 278                                                  |
| 1846 | 1846                                                 |                                                      | 306                                                  | 306                                                  |
| 1852 | 1852                                                 |                                                      | 285                                                  | 285                                                  |
| 1858 | 1858                                                 |                                                      | 312                                                  | 312                                                  |
| 1864 | 1864                                                 |                                                      | 314                                                  | 314                                                  |
| 1871 | 1871                                                 |                                                      | 285                                                  | 285                                                  |
| 1875 | 1875                                                 |                                                      | 291                                                  | 291                                                  |
| 1885 | 1885                                                 |                                                      | 278                                                  | 278                                                  |
| 1895 | 1895                                                 |                                                      | 270                                                  | 270                                                  |
| 1905 | 1905                                                 |                                                      | 280                                                  | 280                                                  |
| 1910 | 1910                                                 |                                                      | 280                                                  | 280                                                  |
| 1925 | 1925                                                 |                                                      | 291                                                  | 291                                                  |
| 1939 | 1939                                                 |                                                      | 267                                                  | 267                                                  |
| 1946 | 1946                                                 |                                                      | 392                                                  | 392                                                  |
| 1950 | 1950                                                 |                                                      | 365                                                  | 365                                                  |
| 1956 | 1956                                                 |                                                      | 311                                                  | 311                                                  |
| 1961 | 1961                                                 |                                                      | 289                                                  | 289                                                  |
| 1967 | 1967                                                 |                                                      | 257                                                  | 257                                                  |
| 1970 | 1970                                                 |                                                      | 272                                                  | 272                                                  |
| 1980 | 1980                                                 |                                                      | ?                                                    | ?                                                    |
| 1990 | 1990                                                 |                                                      | ?                                                    | ?                                                    |
| 2000 | 2000                                                 |                                                      | ?                                                    | ?                                                    |
| 2011 | 2011                                                 |                                                      | 279                                                  | 279                                                  |
| Datenquelle: Historisches Gemeindeverzeichnis für Hessen: Die Bevölkerung der Gemeinden 1834 bis 1967. Wiesbaden: Hessisches Statistisches Landesamt, 1968. Weitere Quellen: ; Zensus 2011 |                                                      |                                                      |                                                      |                                                      |

### Historische Religionszugehörigkeit
| • 1829: | 250 evangelische (= 100 %) Einwohner                              |
| • 1961: | 266 evangelische (= 92,04 %), 23 katholische (= 7,96 %) Einwohner |

## Politik
Für Ober-Seibertenrod besteht ein Ortsbezirk (Gebiete der ehemaligen Gemeinde Ober-Seibertenrod) mit Ortsbeirat und Ortsvorsteher nach der Hessischen Gemeindeordnung.
Der Ortsbeirat besteht aus fünf Mitgliedern. Bei den Kommunalwahlen in Hessen 2021 betrug die Wahlbeteiligung zum Ortsbeirat 68,53 %. Alle Kandidaten gehörten der „Gemeinschaftsliste Ober-Seibertenrod“ an. Der Ortsbeirat wählte Holger Becker zum Ortsvorsteher.

## Kultur und Sehenswürdigkeiten

### Bauwerke
Die evangelische Kirche stammt aus dem Jahre 1866 und ersetzte einen Vorgängerbau aus dem 18. Jh.; der Turm stammt von 1902. Charakteristisch für Bauten des 18. und 19. Jahrhunderts in der Region ist die Kirche in einer Kombination aus Schindelbauweise und Fachwerk errichtet.

### Vereine
- Freiwillige Feuerwehr
- Jugendfeuerwehr
- Kultur und Sportverein
- Obst- und Gartenbauverein
- Gefriergemeinschaft
- Jagdgenossenschaft